# George (Iowa)
George és una població dels Estats Units a l'estat d'Iowa. Segons el cens del 2000 tenia 1.051 habitants.

## Demografia
Segons el cens del 2000, George tenia 1.051 habitants, 477 habitatges, i 294 famílies. La densitat de població era de 169,8 habitants/km².
Dels 477 habitatges en un 22,6% hi vivien nens de menys de 18 anys, en un 56,6% hi vivien parelles casades, en un 4,4% dones solteres, i en un 38,2% no eren unitats familiars. En el 36,9% dels habitatges hi vivien persones soles el 24,7% de les quals corresponia a persones de 65 anys o més que vivien soles. El nombre mitjà de persones vivint en cada habitatge era de 2,1 i el nombre mitjà de persones que vivien en cada família era de 2,74.
Per edats la població es repartia de la següent manera: un,1% tenia menys de 18 anys, un 5,9% entre 18 i 24, un 18,7% entre 25 i 44, un 21,7% de 45 a 60 i un 34,7% 65 anys o més.
L'edat mediana era de 51 anys. Per cada 100 dones de 18 o més anys hi havia 86 homes.
La renda mediana per habitatge era de 30.375 $ i la renda mediana per família de 40.250 $. Els homes tenien una renda mediana de 30.833 $ mentre que les dones 18.350 $. La renda per capita de la població era de 16.733 $. Entorn del 6,9% de les famílies i el 8,2% de la població estaven per davall del llindar de pobresa.

## Poblacions més properes
El següent diagrama mostra les poblacions més properes.